# Mario Botta
Mario Botta (Mendrisio, Ticino kanton, 1943. április 1. –) svájci műépítész.

## Élete
15 évesen kezdte el épülettervezői tanulmányait egy építészeti cégnél Luganóban. A Milánói Poltecnicóban, majd az Istituto Universitario di Architettura di Venezia, IUAV intézetében (Olaszország) tanult tovább; későbbi tanulóévei alatt olyan építész-nagyságokkal került kapcsolatba, mint Carlo Scarpa, Le Corbusier, Louis Kahn és Luigi Snozzi. Botta a román építészet csodálója.
Gyakran dolgozik masszív építőanyagokkal; természetes kövekkel, téglával vagy betonnal. 1985-ben elnyerte az Architekturpreis Beton-díjat Zürichben. Racionális stílusa szigorúan geometrikus, egyszerű formanyelvből, fény-árnyékokból áll össze. Ebben a kombinációban a gyakran nagyon masszív épülettestek is könnyednek és elegánsnak tűnnek. Félreismerhetetlen művei megtervezésénél mindig ugyanazokat az elemeket használja, kimeríthetetlenül nagy formaspektrumból.
Sok műve hazájában, a svájci Ticino kantonban található, de a világ minden táján tevékenykedik.
Bottát 1983-ban a Lusanne-i Főiskola tiszteletbeli professzori címmel tüntette ki és a Német Építészek Szövetségének (Bund Deutscher Architekten) tiszteletbeli tagjává választották. Jelentős szerepe volt a svájci olasz egyetem építészeti fakultásának (Accademia di Architettura di Mendrisio)  megalapításában, ahol Bruno Reichlin, Aurelio Galfetti mellett épülettervezést tanít.

## Kitüntetései
- 1983: az American Institute of Architects (AIA) tiszteletbeli tagja
- 1983: a Lusanne-i Főiskola tiszteletbeli professzora és a Német Építészek Szövetségének (Bund Deutscher Architekten) tiszteletbeli tagja
- 1985: Architekturpreis Beton-díj, Zürich (Svájc).
- 1986: Chicago Architecture Award (chicágói építészeti díj)
- 1987: vendégprofesszor a Yale School of Architecture New Haven, Connecticut (USA)
- 1988: Grade de Chevalier dans l'Ordre des Arts et des Lettres nagylovagi díj, Párizs (Franciaország)
- 1989: vendégprofesszor Escuela de Altos Estudios del CAyC Buenos Aires, (Argentína)
- 1993: az Accademia di Belle Arti di Brera tiszteletbeli tagja, Milánó, (Olaszország)
- 1997: Royal Institute of British Architects tiszteletbeli tagja, London, (Anglia)

## Alkotásai

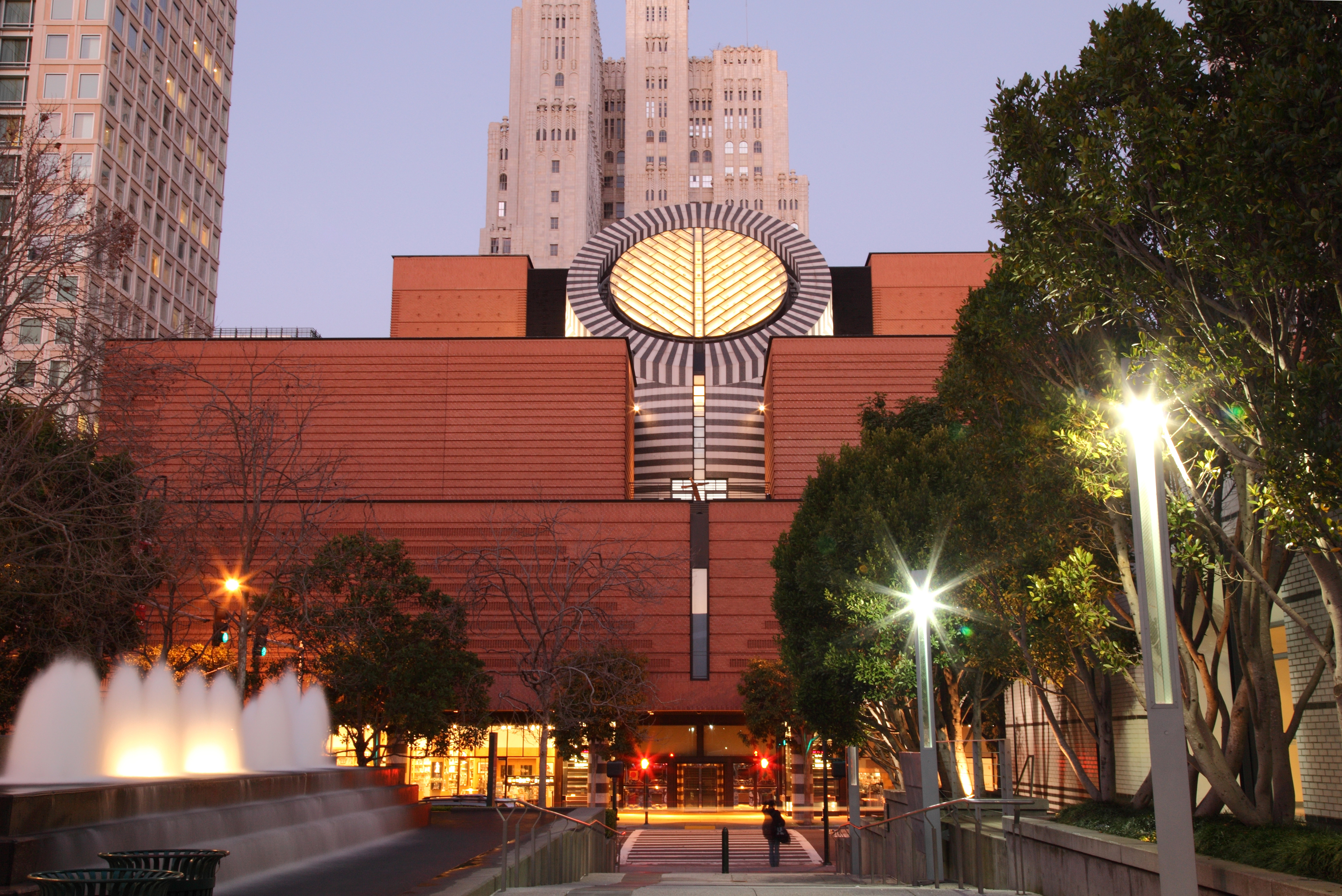
San Francisco Museum of Modern Art

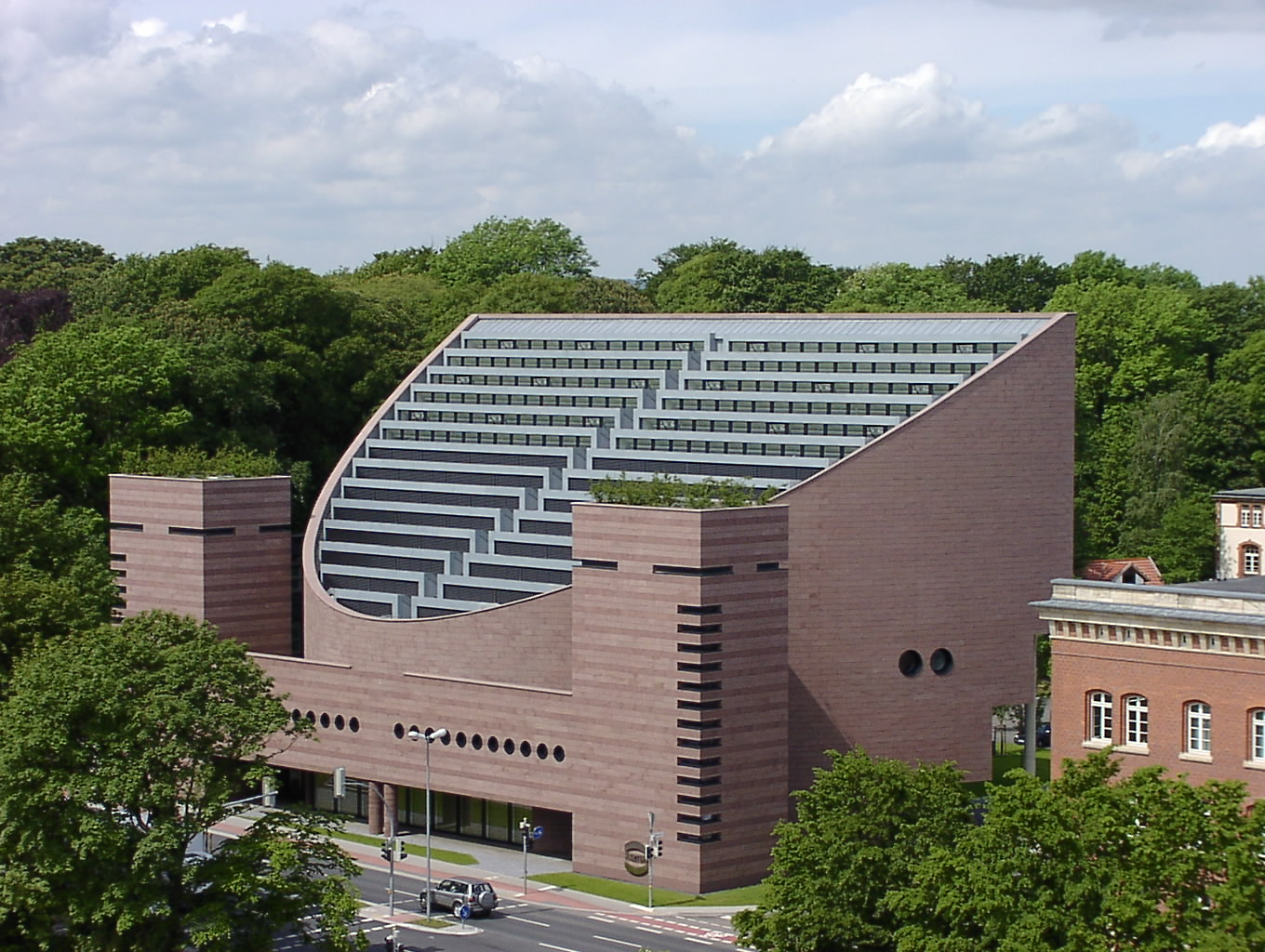
Harting irodaház, Minden

- Santa Maria degli Angeli kápolna, Monte Tamaro; tervezés 1990, kivitelezés 1992–1994
- Chiesa di San Giovanni Battista Mogno, 1992–1994
- Chiesa Parrocchiale Beato Odorico Pordenone, 1990–1992
- Banca del Gottardo, Lugano
- Tinguely-Museum Bázel
- San Franciscó-i Modern Művészetek Múzeuma
- Cymbalista Zsinagóga, Tel Aviv, Izrael 1996–1998
- Évry katedrális (Franciaország), 1992–1995
- A Dortmundi Városi Könyvtár / Stadt- und Landesbibliothek Dortmund
- Harting-irodaház, Minden
- Az Athéni Nemzeti Biztosító épülete / Neubau Nationalbank Athen; tervezés: 2001–2004, kivitelezés: 2004–2006
- A Torinói Santo Volto templom / Chiesa Santo Volto, Torino; tervezés: 2001–2004, kivitelezés: 2004–2006
- Tschuggen Bergoase Wellnessközpont, Arosa, Graubünden, Svájc, kivitelezés: 2006
- Játékkaszinó Campione d’Italia
- Kápolna, Azzano di Seravezza, Olaszország (1999–2000)
- Lakóépület és üzletház, Luzernerstrasse, Zofingen

## Idézetek Mario Bottától
- „Számomra az építészet a banalitással szembeni ellenállás eszköze.”